# Hégészander
Hégészander (Kr. e. 2. század) görög író.

## Élete
Delphoiból származott. Legalább hat könyvből álló „Hüpomnémata” című művét Athénaiosz gyakran idézi. „Hüpomnéma andriantón kai agalmatón” címmel egy munkát készített a művészetekről is, ennek azonban még töredékei sem maradtak fenn.[forrás?]